# Kenan Mpargkan
Kenan Mpargkan (in greco Κενάν Μπαργκάν?, traslitterazione anglosassone: Kenan Bargan; Xanthi, 25 ottobre 1988) è un ex calciatore greco, di ruolo attaccante.

## Biografia
È nato a Xanthi da madre greca e padre turco.

## Carriera
Ha giocato nella prima divisione dei campionati greco e cipriota.